# Villanueva (Pravia)
Villanueva es una entidad singular de población, con la categoría histórica de casería, perteneciente al concejo de Pravia, en el Principado de Asturias (España). Se enmarca dentro de la parroquia de Corias.
Alberga una población de 7 habitantes (INE 2009) y está situado en una vega en la margen izquierda del río Narcea, a una altitud de 40 m. Dista 6,5 km de la villa de Pravia, la capital del concejo.
La principal vía de comunicación es un camino vecinal asfaltado, que comunica Villanueva con Vegañán y las carreteras AS-16 y AS-39 en las cercanías del Puente de Quinzanas. En sentido contrario, se alcanza Palla, donde se enlaza con la carretera AS-347.